# Plectiscidea monticola
Plectiscidea monticola là một loài tò vò trong họ Ichneumonidae.